# Stern
Stern (njemački zvijezda) je njemački tjednik koji izvještava o aktualnim događajima u zemlji i inozemstvu.
Teme uključuju političke, gospodarske, znanstvene i kulturne događaje. Osnovan je 1947. u Hannoveru.
Jedan je od najvećih i najutjecajnijih njemački tjednika uz prodanu nakladu od oko 877.000 primjeraka.
Trenutno je na njemačkom tržištu glavni konkurent za Der Spiegel. 

## Vanjske poveznice
- stern.de
- stern.tv  Arhivirana inačica izvorne stranice od 16. ožujka 2012. (Wayback Machine)